# Jean-Paul Bled
Pour les articles homonymes, voir Bled.
Jean-Paul Bled (né à Paris en 1942) est un historien français, spécialiste de l'histoire de l'Allemagne et de l'Europe centrale.
Il est professeur (émérite depuis 2010) à l’université Paris-Sorbonne, où il a occupé la chaire de l’histoire de l’Allemagne contemporaine et des mondes germaniques.

## Biographie

### Origines et formation
Fils d’Odette et Édouard Bled, les créateurs de la collection de manuels d’orthographe, Jean-Paul Bled est agrégé d’histoire et docteur d'État en histoire de l'université Panthéon-Sorbonne (1982),.

### Carrière
Jean-Paul Bled a enseigné à Metz (1966-1969), puis à l’université de Nantes (1969-1972) et à l’Institut d’études politiques de Strasbourg (1972-1995) avant d'être élu professeur à l'université Paris-Sorbonne.
À Strasbourg, il fut le directeur du Centre d’études germaniques (1988-1999). Dans cette fonction, il dirigea la Revue d’Allemagne et des pays de langue allemande et la Revue d’Europe centrale. Il dirige actuellement la revue Études danubiennes. Il a également créé un DESS destiné à former à la coopération franco-allemande.
Ancien président des Cercles universitaires d’études et de recherches gaulliennes (1973-1990) et directeur de la revue Études gaulliennes, pour laquelle il obtient le prix Edmond-Michelet en 1978, il siège au conseil scientifique de la Fondation Charles-de-Gaulle. Il collabore régulièrement à Espoir, la revue de la Fondation. Il préside également le jury du prix universitaire de la Fondation.

### Engagements
Il a siégé au bureau international de l’Union paneuropéenne internationale, alors présidée par Otto de Habsbourg.
En 1999, il signe pour s'opposer à la guerre en Serbie la pétition « Les Européens veulent la paix », initiée par le collectif Non à la guerre.
En 2001, il devient président de l'Entente souverainiste à la suite de Paul-Marie Coûteaux. Il rejoint ensuite le Rassemblement pour l'indépendance et la souveraineté de la France, dont il devient président d'honneur en 2008.
Le 14 février 2008, il signe, avec seize autres personnalités de tous bords, l'Appel du 14 février pour une vigilance républicaine lancé par l'hebdomadaire Marianne.

### Médias
Jean-Paul Bled a dirigé de 2004 à 2011 un Libre journal sur Radio Courtoisie,.
Il a été le conseiller historique de la série Apocalypse, Hitler diffusée sur France 2 en octobre 2011.
Depuis 2012, il est membre du conseil scientifique du Figaro histoire.
Il participe ponctuellement à l'émission Secrets d'histoire, présentée par Stéphane Bern. Il est notamment intervenu dans les numéros ci-dessous :
- Louis II de Bavière, le roi perché (2016)[11] ;
- Marie-Thérèse, l'envahissante impératrice d'Autriche (2017)[12].

## Publications
- François-Joseph, Fayard, 1987
- Les Fondements du Conservatisme autrichien, Publications de la Sorbonne, 1988
- Rodolphe et Mayerling, Fayard, 1989
- Les Lys en exil ou la seconde mort de l’Ancien régime, Fayard, 1992
- Histoire de Vienne, Fayard, 1998
- Une étrange défaite : le piège de Maastricht, F-X de Gibert, 1998
- Marie-Thérèse d’Autriche, Fayard, 2001
- Esilio Dei Gigli, LEG, 2003
- Frédéric le Grand, Fayard 2004
- Bismarck : de la Prusse à l'Allemagne, Alvik Editions, 2005
- Histoire de la Prusse, Fayard, 2007  (ISBN 978-2-213-62678-9)
- La reine Louise de Prusse : une femme contre Napoléon, Fayard, 2008  (ISBN 978-2-213-63815-7)
- Histoire de Munich, Fayard, 2009  (ISBN 978-2-213-62677-2)
- Sous sa direction, Le Général de Gaulle et le monde arabe (préf. Jacques Chirac), Dar An-Nahar, 2009
- Bismarck, Perrin, 2011
- François-Ferdinand d'Autriche, Tallandier, 2012 (368 p.)  (ISBN 978-2847349702)[13]
- L'agonie d'une monarchie : Autriche-Hongrie, 1914-1920, Tallandier 2014, (463 p.),  (ISBN 979-1021004405)
- Les hommes d'Hitler, Perrin, 2015, 506 p.
- Marlène Dietrich, la scandaleuse de Berlin, Perrin, 2019, 380 p.
- Hindenburg. L'homme qui a conduit Hitler au pouvoir, Tallandier, 2020.
- Les grands ministres des Habsbourg: du XVIIe siècle à la chute de l'Empire, Perrin, 2023, 368 p.  (ISBN 978-2-262-09727-1)
- La République de Weimar, Paris, Perrin, 2025, 320 p.  (ISBN 978-2-262-10388-0)

## Distinctions

### Décorations
- Chevalier de la Légion d'honneur, 31 décembre 2015[14]
- Commandeur de l'ordre des Palmes académiques
- Médaille d'or pour mérites exceptionnels dans le développement des relations amicales entre la Serbie et la France.

### Récompenses
- prix Edmond-Michelet (d) 1978
- Lauréat du grand prix Gobert 1988
- Prix de la Fondation Pierre-Lafue 2006
- Prix Édouard-Bonnefous 2009
- Prix Historia de la biographie historique 2013 pour François-Ferdinand d’Autriche
- Prix de la biographie de la ville d'Hossegor 2018[15]
- Prix littéraire et artistique suédois Litteris et Artibus
- Membre correspondant de l'Académie serbe des sciences et des arts.